# Саак III Багратуні
Саак III Багратуні (вірм. Սահակ Գ Բագրատունի; д/н —761) — 12-й гахерец ішхан (головуючий князь) в 753—770 роках.

## Життєпис
Походив з впливового ішханського роду Багратуні. Онук Вараз-Тіроца III і син Баграта. З 750 року очолює свій рід у протистоянні з Мушелом Маміконяном, гахерец ішханом. Невдовзі отримує підтримку з боку нового халіфа Абу-ль-Аббаса ас-Саффаха, який 753 рокузатвердив Саака новим гахерец ішханом. Втім лише 755 року змусив нахарарів і ішханів визнати свою владу.
Намагався послабити податковий тиск на вірменське населення та дипломатичними заходами завадити практиці грабіжницьких рейдів арабських військовиків. Втім не досяг успіху. У 768 році брав участь в Парсавських зборах, які були спрямовані на пом'якшення соціальної напруженості.
770 року Саака III було вбито внаслідок змови. Титул і владу спадкував стриєчний брат Смбат VII.